# На задворках (фильм)
«На задворках» (эст. Tagahoovis) — чёрно-белый художественный фильм, снятый в 1956 году режиссёром Виктором Невежиным на Таллинской киностудии.
Экранизация одноименной повести Оскара Лутса. Премьера фильма состоялась 13 февраля 1957 года.

## Сюжет
Действие кинокартины происходит в 1930-е годы на окраине одного из городов буржуазной Эстонии.
Фильм повествует о жизни на задворках человеческого достоинства его обитателей.

## В ролях
- Ита Эвер — Татьяна Николаевна, молодая вдова с двумя детьми (дублировала Вера Фёдорова)
- Эйно Баскин — Бельский, бывший белогвардейский офицер
- Катрин Вяльбе — Вейка, прачка
- Каарел Карм — Праги, журналист (дублировал Пауль Варанди)
- Эве Киви — Роози, дочь прачки (дублировала Е.Евдокимова)
- Хуго Лаур — Сойн (дублировал М.Шарымов)
- Лизл Линдау — Феня (дублировала Е.Пересветова)
- Мета Лутс — Паула (дублировала Э.Эннок)
- Олев Тинн — Муркин, друг Бельского (дублировал П.Любаров)
- Аадо Хымре — Менуск (дублировал Б.Исаков)
- Олев Эскола — Кярт, дублировал Н.Егоров
- Эрих Яансоо — Герберт (дублировал В.Ермолаев)
- Эви Рауэр-Сиккель — Мария (дублировала Е.Блинова)
- Альфред Ребане — капрал (дублировал С.Гусев)
- Эрвин Абель — Пастелли
- Айно Тальви — Сяйнас (дублировала И.Савускан)
- Ильмар Таммур — Бражников, один из братьев
- Франц Малмстен — Трей (дублировал Н.Григорьев)
- Александр Мяги — Сассь (дублировал Н.Устюжанинов)
- Арно Суурорг — Тибилькин (дублировал Валентин Архипенко)
- Анна Тамм — Ряятс (дублировала М.Захарова)
- Йоханнес Ребане — Бражников, один из братьев (дублировал Евгений Власов)
- Вячеслав Сирин — Бражников, один из братьев
- Лайне Месикяпп — Берта
- Инна Таарна — проститутка «мамочки» Труде